# Johann Hermann (Kirchenlieddichter)
Johann Hermann war ein deutscher Kirchenlieddichter im 16. Jahrhundert. 

## Leben
1636 wird er in Joseph Clauders drittem Teil von psalmodia nova als Dichter des früher sehr bekannten Neujahrslieds Jesu, nun sei gepreiset zu diesem neuen Jahr angeführt. 1593 wurde das Lied zuerst im Dresdener Gesangbuch veröffentlicht, dort aber ohne Namen des Dichters. Der Autor des Artikels in der Allgemeinen Deutschen Biographie gibt Hermann den Namenszusatz Senior und führt an, diese Person dürfe nicht mit dem Kirchenlieddichter Johann Heermann oder mit dem Kantor Nikolaus Herman verwechselt werden. Die Verwechslung mit Johann Heerman stamme von Albert Knapp. Der Bibliothekar Christian Gottlieb Jöcher hingegen vermutete, Johann Hermann sei mit der Person, die den Beinamen Italus getragen habe, identisch. Dieser kann als lutherischer Theologe in Wittenberg von 1548 bis 1568 nachgewiesen werden. Stimme dies, so der ADB-Autor, könnten die diesem Italus zugeschriebenen Werke bei Jöcher eindeutig Johann Hermann zugeschrieben werden. Unter diesen Schriften Italus’ findet sich eine Abmahnurkunde an seinen Sohn, der zum katholischen Glauben übergetreten war; der Mediziner Johann Hermann. Wegen dieser Namensgleichheit sei es, so der Autor weiter, sinnvoll, dem Kirchenlieddichter den Zusatz Senior zu geben.